# Кирккюла (Паюзі)
Ки́рккюла (ест. Kõrkküla) — село в Естонії, у волості Паюзі повіту Йиґевамаа.

## Населення
Чисельність населення на 31 грудня 2011 року становила 14 осіб.

## Географія
Край села проходить автошлях 161.